# Shmuel Eisenstadt
Shmuel Noah Eisenstadt (în ebraică שמואל נח אייזנשטדט, n. 10 septembrie 1923, Varșovia, Polonia – d. 2 septembrie 2010, Ierusalim, Palestina) a fost un sociolog și scriitor evreu, profesor la Universitatea Ebraică din Ierusalim, ulterior profesor emeritus.